# オリバーレス伯爵

オリバーレス家の紋章

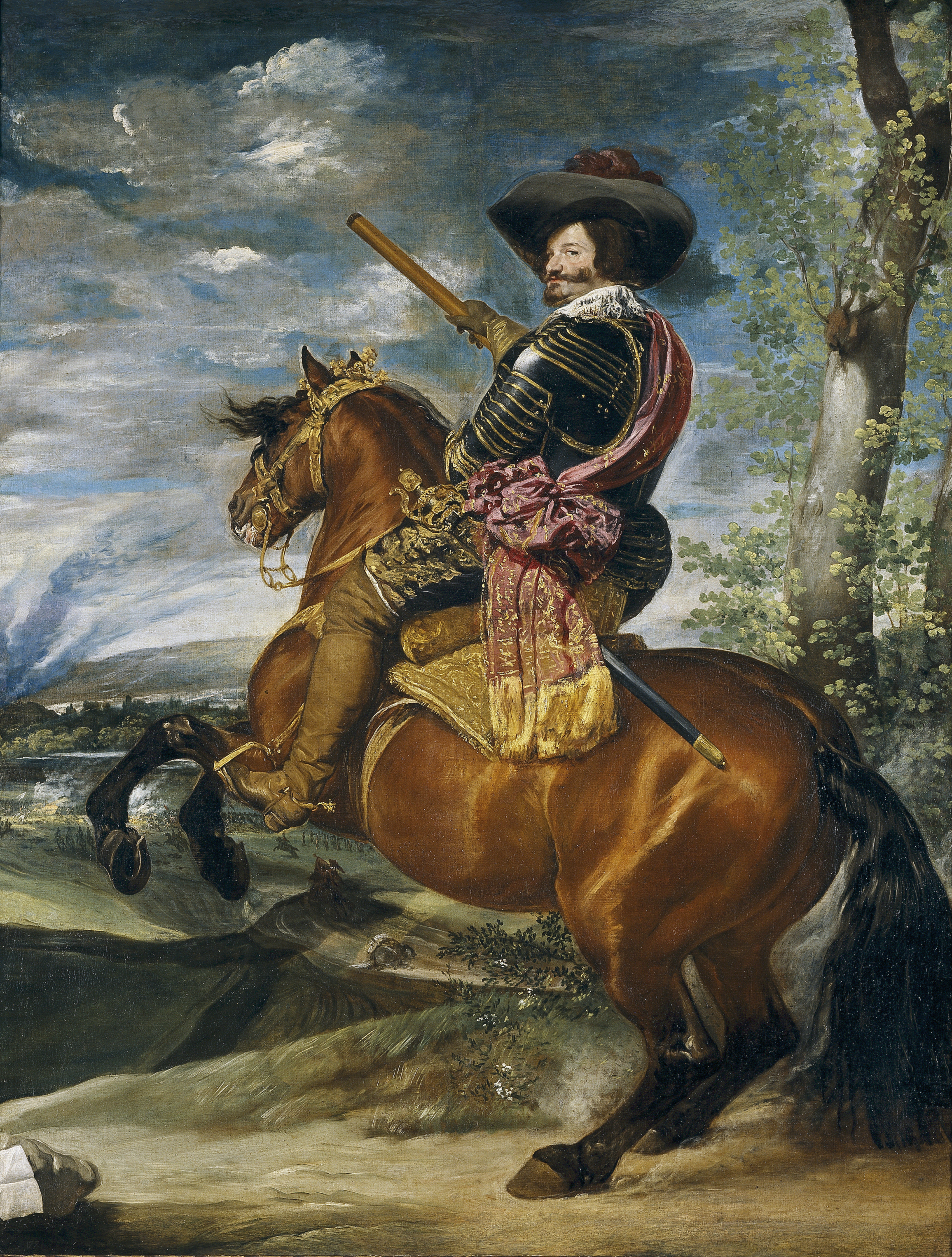
第3代オリバーレス伯爵ガスパール・デ・グスマン（オリバーレス伯公爵騎馬像）、ディエゴ・ベラスケス画、プラド美術館蔵

オリバーレス伯爵（西: Conde de Olivares）、後にオリバーレス公伯爵（西: Conde-Duque de Olivares）は、スペイン王国のアンダルシア地方セビリア近郊に所領を持つ貴族。初代伯爵は、第3代メディナ＝シドニア公爵フアン・アロンソ・ペレス・デ・グスマンの三男ペドロ・ペレス・デ・グスマンである。また、モンテレイ伯爵家（スニガ家）とは代々の婚姻関係を持つ。最も有名な人物は、第3代伯爵ガスパール・デ・グスマンである。現在の爵位保持者はアルバ公爵のカルロス・フィツ＝ハメス・ストゥアルト・イ・マルティネス・デ・イルホである。
伯爵名は初代伯ペドロ・デ・グスマンの領地オリバーレス市からとったものである。

## 歴代オリバーレス伯爵
1. ペドロ・ペレス・デ・グスマン・イ・スニガ（スペイン語版）
2. エンリケ・デ・グスマン・イ・リベラ（スペイン語版）（1540年 - 1607年）
3. ガスパール・デ・グスマン・イ・ピメンタル（1587年 - 1645年） - 1625年、公爵に昇格

## 歴代オリバーレス公伯爵
1625年、フェリペ4世は第3代オリバーレス伯爵ガスパール・デ・グスマンをサンルーカル公爵に叙した。しかし、彼はオリバーレス伯爵の称号に強い拘りがあり、それを名乗り続けたため「オリバーレス公伯爵」と呼ばれる（グランデも参照）。
1. ガスパール・デ・グスマン・イ・ピメンタル（1587年 - 1645年）
2. エンリケ・フェリペ・デ・グスマン（英語版）（1613年 - 1646年）
3. ガスパール・フェリペ・デ・グスマン（1646年 - 1648年）
4. ルイス・メンデス・デ・アロ（英語版）（1598年 - 1661年）
5. ガスパール・メンデス・デ・アロ（英語版）（1629年 - 1687年）
6. カタリナ・メンデス・デ・アロ（1672年 - 1733年）
7. マリア・テレサ・アルバレス・デ・トレド・イ・アロ（スペイン語版）（1691年 - 1755年）
8. フェルナンド・デ・シルバ・メンドーサ・イ・トレド（英語版）（1714年 - 1776年）
9. マリア・デ・シルバ・イ・アルバレス・デ・トレド（1762年 - 1802年）
10. カルロス・ミゲル・フィツ＝ハメス・ストゥアルト・イ・シルバ（英語版）（1794年 - 1835年）
11. ハコボ・フィツ＝ハメス・ストゥアルト・イ・ヴェンティミーリア（英語版）（1821年 - 1881年）
12. カルロス・マリア・フィツ＝ハメス・ストゥアルト・イ・パラフォクス（1849年 - 1901年）
13. ハコボ・フィツ＝ハメス・ストゥアルト・イ・ファルコ（英語版）（1878年 - 1953年）
14. カイエターナ・フィツ＝ハメス・ストゥアルト（1926年 - 2014年）
15. カルロス・フィツ＝ハメス・ストゥアルト・イ・マルティネス・デ・イルホ（英語版）（1948年 - ）